# NK Ajax Komarnica
NK Ajax je nogometni klub iz Komarnice Ludbreške.
Trenutačno (sezona 2009./10.) se natječe u 3. ŽNL Varaždinskoj.